# Jan Löchel
Jan Löchel je německý kytarista, zpěvák, textař a producent.

## Biografie
Svoji kariéru zahájil v 90. letech 20. století jako hlavní zpěvák a kytarista v různých německých skupinách a projektech ve stylu pop až hard rock. Nicméně neustálé cestování a vystupování ho začalo unavovat, a tak se čím dál tím více zaměřoval na práci ve studiu, psaní textů, remixování a produkci. Po mnoha menších úspěších se mu v roce 2001 dostalo mezinárodního úspěchu v hitparádách díky trance-popovému projektu Escanor a hitu „Are U Ready“.

## Produkce
V roce 2002 napsal vokály a text písně pro 4 Strings "Into The Night", který byl ale později přejmenován na "Take Me Away". Tuto skladbu následovaly hity "Diving" a "Let It Rain". Díky tomuto úspěchu napsal skladby pro další hudební producenty, jako jsou např. Rank 1, Ron Van Den Beuken, Future Breeze, Beat Freakz, Sunloverz. V roce 2004 spolupracoval s německou rockovou skupinou H-Blockx, a tak vznikly skladby "No Excuses" a "Leave Me Alone". Spolu s jedním ze členů H-Blockx, Henningem Wehlandem, založil produkční tým „Les Sauvignons“. Díky tomuto projektu přišel v roce 2006 do hudebního byznysu hamburský zpěvák/textař Pohlmann, jehož první nahrávkou bylo „Wenn Jetzt Sommer Wär“. Kromě jiného napsal skladby pro Christinu Stürmerovou, Della Milese a zremixoval nahrávky od Die Happy a Reamonn (duet s Lucie Silvas „The Only Ones“). Poté se seznámil s André Tannebergerem - společně vytvořili ATBho album „Seven Years“. Pro ATB zapíval ve skladbách "Believe In Me", "Let U Go (2005 Reworked)", "Summer Rain", "Feel Alive", "Better Give Up" a "The Chosen Ones". V roce 2006 vytvořil a nazpíval televizní reklamu pro Bepanthen.

## Vydavatelství
Společně se svým kamarádem Hardy Schützem založil vydavatelství Sunwater Music.